# Cleisostoma isuaravanum
Cleisostoma isuaravanum är en orkidéart som beskrevs av Paul Ormerod. Cleisostoma isuaravanum ingår i släktet Cleisostoma och familjen orkidéer.
Artens utbredningsområde är Papua Nya Guinea. Inga underarter finns listade i Catalogue of Life.